# Сомнительная слава
«Сомнительная слава» (англ. Uncertain Glory) — чёрно-белая мелодрама 1944 года.

## Сюжет
События фильма разворачиваются в оккупированной немцами Франции в 1943 году. Когда в здание парижской тюрьмы попадает бомба, преступник Жан Пикар, которого ведут на казнь, пользуется случаем и совершает побег. Некто Анри Дюваль обеспечивает его фальшивым паспортом и деньгами, но после того, как с Пикаром сбегает его любовница Луиза, Дюваль, ревнуя, сдает информацию о беглеце его преследователю, инспектору Марселю Боне.
Нагнав Пикара у испанской границы, Боне вместе с ним возвращается поездом в Париж. На полпути поезд останавливается, так как французские партизаны взрывают мост, по которому проходит дорога. В ответ немцы берут в заложники сотню местных селян и обещают убить их, если ополченцы не сдадутся.
Надеясь снова бежать, Пикар предлагает Боне план — он хочет прикинуться партизаном и сдаться немцам, мотивируя это желанием умереть достойно, раз уж впереди его все равно ожидает смерть. Инспектор с подозрением относится к неожиданно взыгравшему благородству преступника, но затем принимает его план и информирует своё начальство о том, что Пикар якобы был застрелен при попытке побега.
Осмотрев ночью взорванный мост, Боне тренирует Пикара в даче показаний, чтобы немцы поверили его словам. Тем временем хозяйка местного магазина мадам Маре встречается с односельчанами и просит кого-нибудь из них взять на себя ответственность за разрушение моста, чтобы заложники — и в том числе её сын — остались в живых. Но никто не хочет добровольно идти на смерть, поэтому она решает выдать за партизан Боне и Пикара. Работающая за прилавком её магазина Марианна заигрывает с Пикаром, чтобы, согласно плану мадам Маре, задержать их в деревне.
В тот же день к ним наведывается полиция: несмотря на то, что немцы уже арестовали одного из ополченцев, взорвавших мост, Пикар с Боне тоже кажутся им подозрительными. Инспектор предъявляет немцам своё удостоверение и представляет Пикара как сотрудника полиции. Далее Боне и Пикар помогают арестованному партизану бежать, но прежде инспектор расспрашивает его о подробностях взрыва, хотя и не питает особой надежды на то, что Пикар пожертвует собой, чтобы освободить заложников.
Когда Боне заболевает, Пикар, улучив момент, совершает побег и берёт с собой Марианну. Они влюблены в друг друга и некоторое время прячутся на ферме, где Марианна предупреждает возлюбленного о плане мадам Маре. Оставив девушку в деревне, Пикар отправляется в Париж, чтобы раздобыть средства для совместного бегства из страны. Но затем оказывается, что искреннее чувство к Марианне пробудило в его душе благородство: Пикар находит Боне, просит, чтобы тот отдал его в руки немцев, и таким образом спасает заложников.

## В ролях
- Эррол Флинн — Жан Пикар
- Пол Лукас — инспектор Марсель Боне
- Люсиль Уотсон — мадам Маре
- Джин Салливан — Марианна
- Шелдон Леонард — Анри Дюваль
- Фэй Эмерсон — Луиза
- Дугласс Дамбрилл — комиссар полиции ЛаФарж
- Виктор Килиан — Латур (в титрах не указан)